# Oxid de fier (II)
Oxidul de fier (II), de asemenea cunoscut și ca oxid feros, este unul dintre oxizii fierului. Este o substanță de culoare neagră cu formula chimică FeO, fiind format dintr-un atom de fier în starea de oxidare 2 legat de un atom de oxigen. În natură, se găsește sub forma unui mineral cunoscut sub denumirea de wüstit. 

## Obținere
Oxidul de fier (II) poate fi obținut prin încălzirea oxalatului de fier (II) în vid: 
FeC2O4 → FeO + CO + CO2